# Berloz
Berloz (valonă Bierlô) este o comună francofonă din regiunea Valonia din Belgia. Comuna este formată din localitățile Berloz, Corswarem și Rosoux-Crenwick. Suprafața totală a comunei este de 14,49 km². La 1 ianuarie 2008 comuna avea o populație totală de 2.854 locuitori. 

## Localități înfrățite
- Franța: Verzenay.